# 泗边小鹿巡检司城遗址
泗边小鹿巡检司城遗址，又名司边土城遗址，是位于中国浙江省玉环市沙门镇泗边村的一处文物保护单位。位于沙门镇司边（今泗边）蛇山西麓，是明朝军队用于抗击沿海倭寇的军事遗址，城内建有城隍庙。2016年8月24日被列入第四批玉环市文物保护单位，2017年2月7日被列入浙江省文物保护单位。

## 历史
玉环早在1369年就有被倭寇入侵的记载。伴随着明朝的海防松弛，活跃在东南沿海的倭寇愈加猖狂，尤以1553至1566年为甚:17。在玉环，1534年、1552年、1559年均有倭寇入侵:025，百姓苦不堪言。小鹿巡检司就是在这一时期为抗击倭寇设立。小鹿作为建置始于元朝，巡检司最初设于小鹿岛上，明洪武三年（1370年）迁至楚门半岛横山边，1387年再迁至沙门枫林下（当时的乐清县玉环乡三十三都的枫林），至清顺治年间废弃。清光绪《玉环厅志》载：“司边山在龟山西，断而复起，平冈横列，状若长蛇，一名蛇山；又似琴，曰琴山。为桐林屏蔽。明洪武间筑垣置巡司，上有瞭望台，下有司垣，基址尚存。山南里许即大海。”原沙门镇司边村也因村在“司”边而得名，1949年后更名为泗边村，另有司边山得名于此。明朝军队驻蛇山抗倭，并在山上设烽火台。清嘉庆年间，土城内兴建城隍庙和戏台。文化大革命期间，城隍庙和戏台遭到破坏，后重新修建。

## 文物情况

### 地形结构
小鹿巡检司城位于沙门镇司边（今泗边）蛇山西麓，依山而建加强防御。城墙用黄土夯筑而成，周长约400多米，面积约1.25万平方米。高度约3米，南长76米，西长108米，北长63米，底宽15米，呈前狭后宽东西长的地势。南面设有城门，其它三面则不设。

### 保护情况
浙江沿海分布着类似泗边小鹿巡检司城的军事遗址，但泗边小鹿巡检司城遗址是为数不多遗存且保存完好的遗址。目前，遗址内的城隍庙计划重建，改为一个具有综合功能的村级文化礼堂。
2016年8月24日，玉环县人民政府发布《玉环县人民政府关于公布第四批县级文物保护单位的通知》，公布了第四批玉环市文物保护单位，泗边小鹿巡检司城遗址榜上有名。2017年2月7日，泗边小鹿巡检司城遗址改列入浙江省文物保护单位。